# نيكولا بيز
نيكولا بيز (بالإنجليزية: Nichola Pease)‏ (من مواليد أبريل 1961) هي مديرة صندوق تمويل بريطانية.

## حياتها المُبكرة
وُلدت نيكولا بيز في أبريل عام 1961. كان والدها هو السير ريتشارد بيز، الباروة ن الثالث، مصرفيًا. وكانت والدتها هي آن هيوورث.
حصلت بيز على درجة البكالوريوس في اللغة الإنجليزية من جامعة إكزتر.

## حياتها المهنية
بدأت بيز حياتها المهنية في مجال التمويل في كلينوورت بينسون في عام 1983، ثم التحقت في عام 1985 بشركة نيو سميث، ثم أصبحت مديرةً له بحلول عام 1989.
عملت بيز كمديرة تنفيذية في شركة هامبرو لإدارة الأموال منعام 1998 إلى عام 2008، بينما كان جيمس هامبرو رئيسًا للشركة. تنجت بيز عن منصب نائب الرئيس في عام 2008 وعُيّن غافن روتشسن بدلًا منها. حصلت بيز على ثلث 124 مليون جنيه استرليني على إثر اندماج شركة هامبرو مع شركة بي تي BT للاستثمار في 2011، وهي شركة إدارة أموال أسترالية.
عملت بيز في مجلس إدارة بنك نورثرن روك من 1999 إلى 2007. كما شغلت منصب مديرة شركة غرنغر لاستثمار الأموال من 2001 إلى 2005، وكانت أيضًا مديرة غير تنفيذية في شركة شرودرز.

## حياتها الشخصية
تزوجت بيز من كريسبن أودي، مدير صندوق التحوط، في عام 1991. أنجب الزوجان ثلاثة أطفال، ويعيشون جميعًا في تشيلسي ويقضون عطلات نهاية الأسبوع في قصر إيست باتش، وهو قصر من الدرجة الثانية في غلوسترشير.